# Yousef Alavi
Yousef Alavi (Ahváz, 1928. március 19. – 2013. május 21.) iráni születésű, amerikai matematikus, aki leginkább kombinatorikával, gráfelmélettel és statisztikával foglalkozott. A Western Michigan University matematikai karának 1958 óta volt tagja. A matematika és a statisztika professzora volt. Az összes végzettségét és tudományos fokozatát (BSc, MSc, PhD, 1958) a Michigan State University-n szerezte meg. Témája: Expansion of Parabolic Wave and Potential Functions, témavezetője Charles Wells volt. Több tudományos elismerés tulajdonosa. Gráfelmélet terén több mint 80 dolgozatot publikált. Erdős-száma 1.